# Nassau-Diez
Nassau-Diez (også skrevet Nassau-Dietz) var et grevskab i det Tysk-romerske rige. Hovedbyen var Diez. De centrale af grevskabet lå i de nuværende kreise Rhein-Lahn-Kreis (i Rheinland-Pfalz) og Landkreis Limburg-Weilburg (i Hessen). 

## Historie
I 1386 tilfaldt grevskabet huset Nassau. Sidelinjen Nassau-Diez opstod i 1607. I 1654 blev Nassau-Diez ophøjet til et tysk rigsfyrstendømme. 
Greverne af Nassau-Diez deltog ivrigt i hollandsk politik. Fra 1620 var greverne af Diez statholdere i Frisland. I 1632 blev de også statholdere i Groningen og Drenthe. I november 1747 blev fyrst Vilhelm af Diez udnævnt til arvestatholder i Holland. Hans efterkommere var hollandske konger fra 1815 til 1890.
Under Revolutionskrigene mistede huset Nassau-Dietz sine besiddelser. I 1813 fik prins Vilhelm ret til at vende tilbage til Diez. Dette blev dog forhindret af Preussen, der i 1815 indlemmede Nassau-Diez i den preussiske Rhin-provins. Som erstatning fik Vilhelm det nuværende storhertugdømme Luxembourg og provinsen Luxembourg-Arlon. Denne provins måtte han afstå til Belgien allerede i 1839.  
Luxembourg og Holland var i personalunion fra 1815 til 1890. 